# Heiderose Wallbaum
Heiderose Wallbaum (Karlsruhe, RFA, 24 de febrero de 1951) es una deportista alemana que compitió para la RFA en piragüismo en la modalidad de aguas tranquilas. Ganó una medalla de plata en el Campeonato Mundial de Piragüismo de 1971 en la prueba de K4 500 m.
Participó en los Juegos Olímpicos de Montreal 1976, donde finalizó quinta en la prueba de K2 500 m.

## Palmarés internacional
| Campeonato Mundial | Campeonato Mundial    | Campeonato Mundial | Campeonato Mundial |
| Año                | Lugar                 | Medalla            | Evento             |
| ------------------ | --------------------- | ------------------ | ------------------ |
| 1971               | Belgrado (Yugoslavia) | Medalla de plata   | K4 500 m           |